# インド・オブ・ザ・デッド
『インド・オブ・ザ・デッド』（原題：Go Goa Gone）は、2013年に公開されたインドのゾンビ・コメディ映画。監督はラージ・ニディモール&クリシュナDKが務め、主要キャストとしてサイーフ・アリー・カーン、クナール・ケーム、ヴィール・ダース、プジャ・グプタ、アーナンド・ティワーリーが出演している。

## あらすじ
仕事をクビになったハルディクと彼女に振られたラヴは、ルームメイトのバニーの出張に同行してゴア州に気晴らし旅行に出かける。ゴアに到着したラヴは、現地でルナと親しくなり、3人は彼女から離島で開催されるロシアン・マフィアのドラッグ・パーティーに招待される。パーティーでは新種のドラッグが振る舞われたが、3人は持ち合わせがなかったためドラッグの購入を断念する。翌朝、3人が目を覚ますと、新種のドラッグを摂取した人々は脳が破壊されてゾンビになっていた。3人は山荘にいるルナを助け出して離島から脱出しようとするが途中でゾンビに襲われ、危ないところをロシアン・マフィアのボリスとニコライに助けられる。
6人はハルディクたちが離島に来る際に使用したボートに乗って脱出しようと考えて浜辺に向かい、その途中でボリスの正体がロシア人の振りをしたインド人だと判明し、ハルディクたちはボリスと親しくなる。しかし、ボートはゾンビが乗って出発してしまい、ボリスは「ボートはいずれ元の場所に戻ってくるはず」と説明し、6人はボートが戻ってくるまでの間、無人の山荘でゾンビをやり過ごそうとする。しかし、ボリスが山荘を離れた隙にゾンビたちに襲撃され、5人はパーティー会場まで逃げてくるが、そこで無数のゾンビに襲われバニーが犠牲になってしまう。残ったハルディクたちはボリスに助け出されるが、ニコライはゾンビに噛まれてしまったため、彼はボリスたちと別れて森に留まる。
ハルディクたちはボートの到着を待っていたが、そこに死んだと思っていたバニーから助けを求める電話が入る。彼らはバニーがいる塔に向かうが、ボリスはゾンビたちに囲まれてしまう。ハルディクたちはバニーを助け出し、彼から「コカインを投げつけたらドラッグの併用効果で助かった」と聞かされる。4人はボリスの元に戻り、空に放り投げたコカインを撃つように伝え、ボリスはゾンビたちを倒すことに成功する。5人はボートに乗って離島を脱出して無事にゴアに到着するが、ゴアの人々はゾンビ化しており、彼らは再び銃を手に取る。

## キャスト
- ボリス - サイーフ・アリー・カーン
- ハルディク - クナール・ケーム（英語版）
- ラヴ - ヴィール・ダース（英語版）
- ルナ - プジャ・グプタ（英語版）
- バニー - アーナンド・ティワーリー（英語版）
- プリヤンカ - ミーナル・サクール
- シモネン - ラリッサ・ボネシ（英語版）
- ドラッグの売人 - ピトバシュ・トリパティ（英語版）
- ハルディクのガールフレンド - ソハ・アリー・カーン（英語版）（カメオ出演）
- テントに隠れてゾンビから逃げる人間 - クリシュナDK（カメオ出演）

## 製作

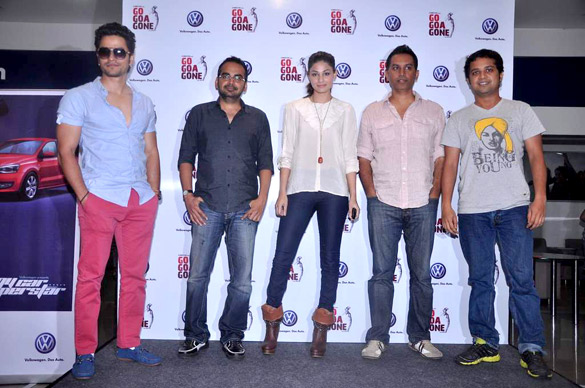
フォルクスワーゲンとの共同イベントに参加する監督・キャスト（左からクナール・ケーム、クリシュナDK、プジャ・グプタ、ラージ・ニディモール、アーナンド・ティワーリー）

ボリス役に起用されたサイーフ・アリー・カーンはゾンビ映画に出演した経験がなく、監督から役作りのために『The Zombie Survival Guide』を渡された。クナール・ケームは脚本にも関わっており、アイディアを提供している。元々はクライム・コメディとして企画されていたが、途中からゾンビ・コメディに変更された。撮影の1/3はモーリシャスで行われた。
音楽はサチン＝ジガルが作曲しており、歌詞はプリヤ・パンチャルとアミターブ・バッタチャーリヤ、歌はジガル・サライヤ、タリヤ・ベンソン、サチン・サングヴィ、プリヤ・パンチャル、シュレヤ・ゴシャルが担当した。
映画は「インド初のゾンビ映画」として宣伝された。映画に登場するフォルクスワーゲン・ポロは、フォルクスワーゲン・インドから提供されている。

## 評価
ボリウッド・ハンガマのタラン・アダルシュは3.5/5の星を与え、「このような映画は今まで製作されていなかったため、『インド・オブ・ザ・デッド』は実験的な作品と言えます」と批評している。ザ・タイムズ・オブ・インディアのミーナ・ライアーは3/5の星を与え、「『インド・オブ・ザ・デッド』を観た後は、それ以前と明らかに何かが変わります」と批評した。Rediff.comのスビル・リシは「『インド・オブ・ザ・デッド』は無邪気な音楽、気の利いたジョークで笑いを起こし、楽しませてくれます」と批評した。アウトルックのナムラタ・ジョーシーは「それは楽しく、シャープでスマート、そして不敬です。私たちの聖人ぶった外皮を強く押してきます」と批評している。

## 続編
『Go Goa Gone 2』の撮影は2019年1月から始まる予定だったが、キャストのスケジュールの調整がつかず、2020年9月に延期された。2020年1月15日にファーストルックポスターが公開され、公開予定日が2021年3月であることが明かされた。しかし、新型コロナウイルス感染症の世界的流行の影響を受けて撮影が2022年に再延期され、公開予定日も2023年に変更された。主要キャストのサイーフ・アリー・カーン、クナール・ケーム、ヴィール・ダース、アーナンド・ティワーリーが続投することが明かされている。